# Desmocladus parthenicus
Desmocladus parthenicus är en gräsväxtart som beskrevs av Barbara Gillian Briggs och Lawrence Alexander Sidney Johnson. Desmocladus parthenicus ingår i släktet Desmocladus och familjen Restionaceae. Inga underarter finns listade i Catalogue of Life.